# Musée Carlos Gardel de Buenos Aires
Pour les articles homonymes, voir Musée (homonymie), Gardel et Buenos Aires (homonymie).
La maison-musée Carlos Gardel de Buenos Aires (museo-casa Carlos Gardel, en espagnol) est une maison de style casa chorizo de Buenos Aires en Argentine. Le célèbre chanteur-compositeur de tango français Carlos Gardel (1890-1935) y vécut avec sa mère de 1927 à sa disparition en 1935. L'actuel musée inauguré en 2003, est classé aux monuments historiques nationaux argentins, en hommage « au plus important chanteur de tango argentin de tous les temps » (l'œuvre et la voix de Carlos Gardel sont déclarées Mémoire du monde de l'Unesco depuis 2003). 

## Historique
Né à Toulouse en France le 11 décembre 1890, Carlos Gardel émigre à Buenos Aires avec sa mère Doña Berta Gardès le 9 mars 1893, à l'âge de 2 ans. Il passe son enfance dans le quartier Balvanera, ou il se fait remarquer des l'âge de 12 ans par ses talents d'interprète de tango argentin. Il commence sa carrière vers 1913 pour devenir rapidement une star internationale...  

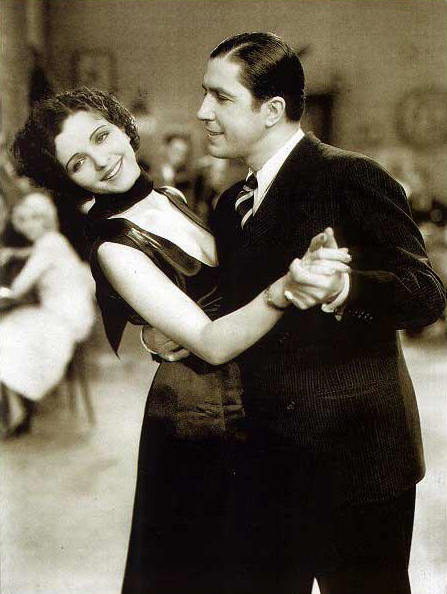
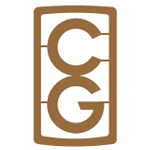
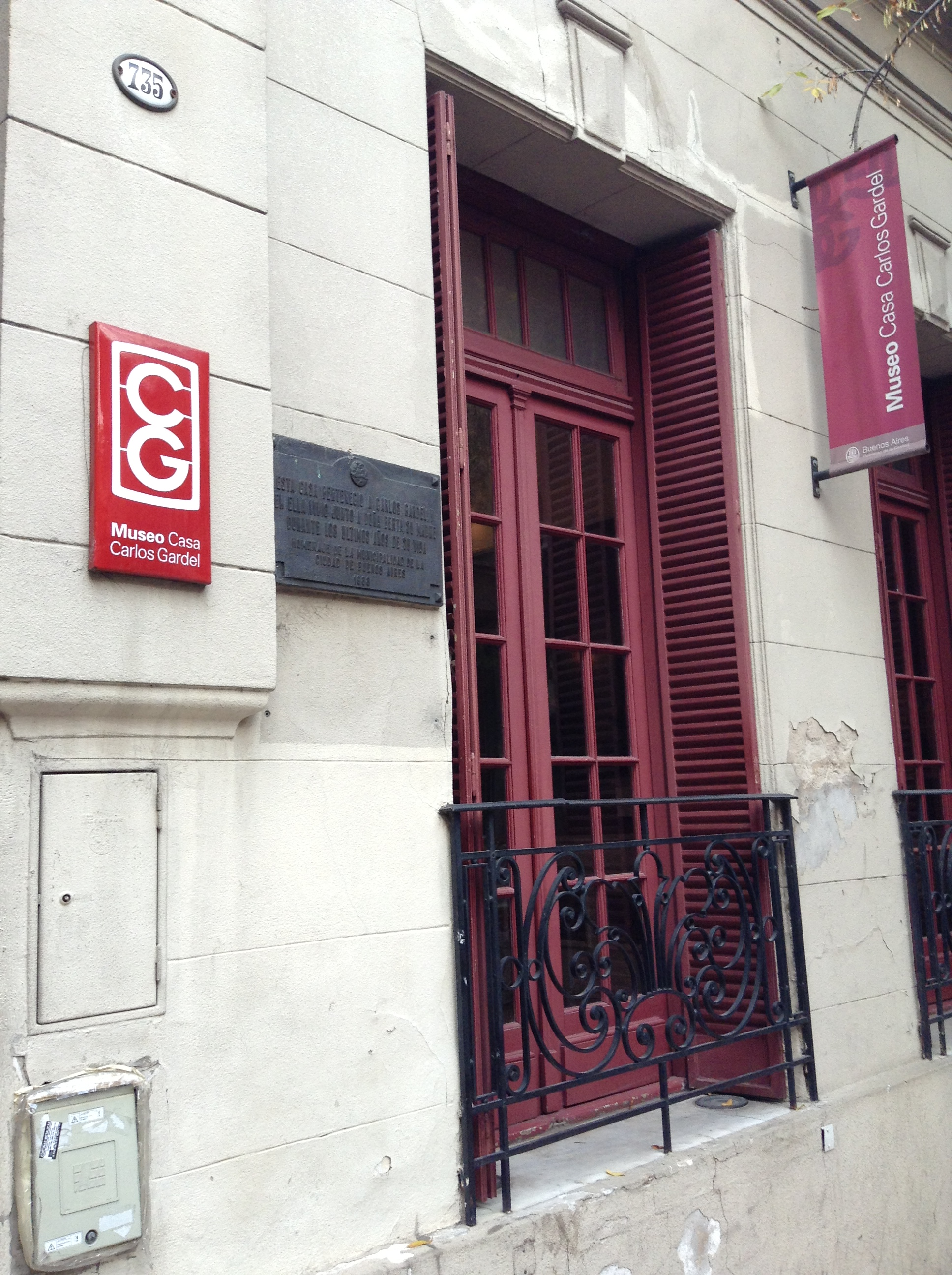

En 1927 il achète avec sa mère cette maison avec patio, de neuf pièces sur deux étages, dans le quartier de son enfance, au 735 rue Jean Jaurès. Ils y vivent quand ils ne sont pas en voyage, ou en tournée internationale (il possède également un logement personnel 162 rue Uruguay).
Il disparaît au sommet de sa gloire à l'âge de 44 ans, dans un accident d'avion du 24 juin 1935 près de Medellín en Colombie. Sa sépulture du cimetière de la Chacarita de Buenos Aires est depuis un lieu de pèlerinage pour ses fans du monde entier. À la suite de la disparition de sa mère en 1943, la maison est vendue aux enchères par ses héritiers, à divers propriétaires successifs, jusqu'au début des années 1970 ou elle est transformée en tanguería « La Maison de Carlos Gardel » (club de milonga où l’on danse le tango (danse)). 

## Musée Carlos Gardel
En 1996 le richissime homme d'affaires argentin Eduardo Eurnekian achète les lieux pour fonder ce « musée Carlos Gardel », et en faire don à la municipalité de Buenos Aires. Elle est classée l'année suivante « Monument historique national (Argentine) » par décret présidentiel. Le musée est inauguré le 4 mars 2003, en même temps que le classement Mémoire du monde de l'Unesco de l'œuvre et de la voix de Carlos Gardel. 
La maison partiellement reconstituée dans son style casa chorizo des années 1930, expose des objets personnels, meubles, instruments de musique, guitare, bandonéon, photographies, documents d’époque, affiches, articles de journaux, poste de radio, gramophone, disques vinyles, projection d'extrait de ses films...  
Le musée organise également divers événements, dont des expositions temporaires, cours de tango (danse) dans le patio, conférences, projections de films, présentations de livres...